# Louis De Geer (1818–1896)
Louis Gerard De Geer af Finspång, född 18 juli 1818 på Finspångs slott i Risinge församling, Östergötlands län, död 24 september 1896 på Hanaskogs slott i Kviinge församling, Kristianstads län, var en svensk friherre, liberal politiker och ämbetsman. Han var riksdagsman 1853–1888, justitiestatsminister 1858–1870 och 1875–1876, justitieminister 1876–1879 samt Sveriges förste statsminister 1876–1880. De Geer räknas som skapare av den riksdagsordning som till stora delar gällde i Sverige från slutet av 1800-talet ända till grundlagsreformerna i början av 1970-talet.

## Uppväxt och utbildning
Louis Gerard De Geer var son till översten och hovmarskalken friherre Gerhard De Geer och hans hustru Henriette Charlotte Lagerstråle. Familjen bodde på Finspångs slott men flyttade då Louis De Geer var fyra år gammal till Stjärnholm. De Geer gick först i skola vid Linköpings högre lärdomsskola 1828–1832, vid Linköpings gymnasium 1831–1832, från 1832 studerade han vid Katedralskolan i Uppsala, där han 1836 blev student vid Uppsala universitet. År 1838 avlade han kansliexamen och 1840 hovrättsexamen.

## Ämbetsmannakarriär
Efter sina studier tjänstgjorde han som extra ordinarie tjänsteman i flera olika ämbetsverk i Stockholm. Samtidigt med detta var han även novellförfattare. År 1844 skrev han den uppmärksammade tidningsartikeln "Om andra personen i svenska språket", i vilken han tog strid för införande av "Ni" som allmänt tilltalsord och gjorde sig lustig över den svårt grasserande titelsjukan – som innebar att svenskar måste kalla varandra "herr expeditionssekreteraren" och "fru överstelöjtnantskan" etc.
1845 utnämndes han till kopist i Justitiestatsexpeditionen och beslutade sig för att skaffa sig tingsmeriter för sin fortsatta karriär inom juridiken. I september samma år blev han auskultant i Skånska hovrätten och tjänstgjorde som tillförordnad domhavande i Albo, Gärds och Villands häraders domsaga 1845–1846. Tjänsten blev betydelsefull då han här träffade sin blivande hustru Caroline Wachtmeister, dotter till greve Carl Axel Wachtmeister på Vanås slott.
Han tjänstgjorde därefter som adjungerad ledamot omväxlande i Hovrätten över Skåne och Blekinge och i Svea hovrätt. 1849 utnämndes han till assessor i Hovrätten över Skåne och Blekinge. 1855 utnämndes han till hovrättspresident i Göta hovrätt.
I sin skrift Om den juridiska stilen från 1853 föreslog han en förenkling av det schablonmässiga skrivsättet som vid denna tid gällde inom domstolarna och ämbetsverken.

## Inträde i politiken
Louis De Geer hade genom sin äldre bror Karl De Geer fått en tjänst som kanslist i Riddarhuskansliet vid riksdagen 1840–1841, och vid riksdagen 1844–1845 var han kopist. Varit ledamot av ståndsriksdagen för ridderskapet och adeln 1853–1854. Detta hade gjort honom bekant med riksdagsarbetet, men han brukade vid denna tid inte yttra sig på Riddarhuset, och var därför vid denna tid inte någon av de mer tongivande svenska politikerna. Hans liberala åsikter hade dock framgått av hans skrifter, bland annat Om den juridiska stilen.
Trots sin fattigdom umgicks han genom sin börd i inflytelserika kretsar, och skapade en mängd kontakter som blev viktiga för hans senare politiska gärning.
1856 fick han av kung Oscar I erbjudandet att ta över posten som justitiestatsminister efter Gustaf Sparre, men avböjde, bland annat för att undvika att dra på sig missnöje genom en alltför snabb karriär.
Efter detta erbjudande deltog han från 1857 i den riksdag som hade samlats på senhösten 1856, "för att pröfva, om han skulle ega någon fallenhet för det politiska lifvet". Dock var han inte så villig att uppträda som talare. Han tog dock mer del i riksdagsarbetet som ordförande i Konstitutionsutskottet, där han efterträdde greve Lagerbjelke.

## Justitiestatsminister 1858–1870
Två år efter det första erbjudandet fick han åter erbjudandet om att bli justitiestatsminister och tackade denna gången ja. 7 april 1858 efterträdde han Claës Günther på posten. De tolv år som han första gången stannade på posten, till 1870, var en period av stora förändringar i Sverige.
Redan efter en kort tid på posten uppnådde De Geer gott rykte som statsman och stor popularitet. Bidragande anledningar var flera genomförda lagstiftningsåtgärder i humanitär riktning som han tog initiativ till. Dessutom bidrog hans hållning i den så kallade norska frågan 1859–1860 och i den danska frågan 1863–1864. Hans främsta insats var dock att han lyckades få till ett avgörande i frågan om reformering av folkrepresentationen, vilket innebar att ståndsriksdagen avskaffades.
Den norska frågan har också kallats ståthållarstriden och gällde ämbetet som riksståthållare, som Norge (då i union med Sverige) ensidigt ville upphäva, trots att ämbetet enligt grundloven även kunde besättas med en svensk. Kung Karl XV ansåg att frågan var en rent norsk angelägenhet. De Geer ansåg däremot att något som var en lagstadgad svensk rättighet inte kunde avstås utan svenskt medgivande, och uttryckte denna åsikt offentligt. Därför menade han att frågan fråga skulle behandlas i ett sammansatt svenskt-norskt statsråd. Å andra sidan var De Geer motståndare till inblandning från Sveriges riksdag, eftersom denna inte hade någon beslutanderätt i frågan eftersom ämnet inte gällde riksakten.
Den danska frågan gällde Sveriges hållning i Danmarks konflikt med Preussen, som 1864 ledde till dansk-tyska kriget. Karl XV hade vid en militärövning i Ljungbyhed samt vid Skodsborgsmötet den 22 juli 1863 lovat den danske kungen Fredrik VII svenskt militärt stöd i händelse av ett krig med Preussen, och utlovade dessutom 20 000 man svensk-norsk trupp till Dannevirke. Detta krävde regeringsbeslut, men De Geer vägrade, understödd av bland andra finansminister Johan August Gripenstedt och den norske statsministern Georg Sibbern, såvida inte dessutom någon av de europeiska stormakterna skulle garantera stöd. De Geers hållning fick kritik från skandinavister men tycks ha fått stöd från större delen av den svenska och norska befolkningen.

### Reformeringen av riksdagen

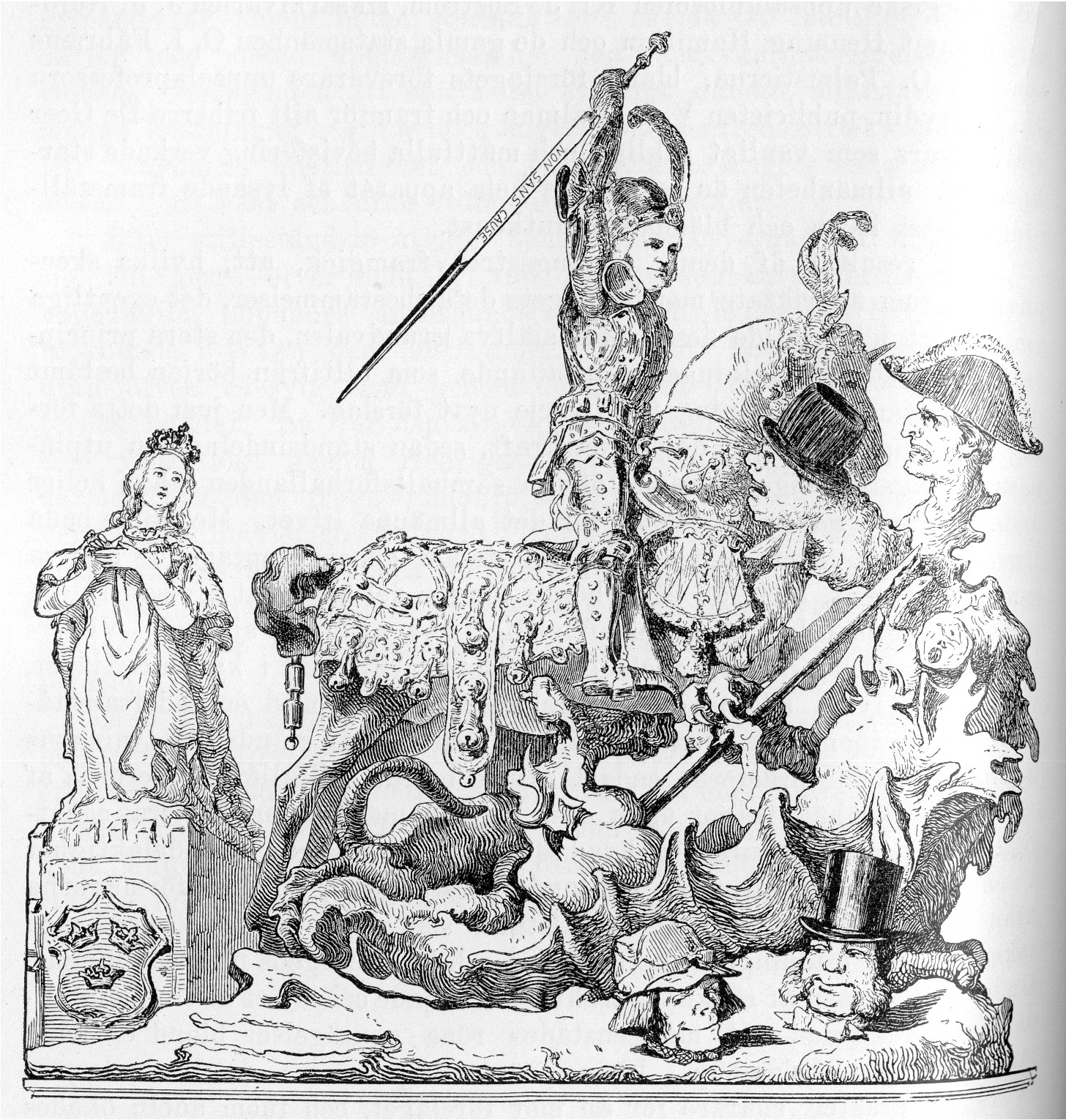
De Geer avbildad som S:t Göran i strid med den fyrhövdade draken (som symboliserar ståndsriksdagens fyra stånd). Samtida tidningskarikatyr, från Emil Hildebrand, Sveriges historia intill tjugonde seklet, 1910.

Frågan om reformering av riksdagen hade länge stått på den svenska politiska dagordningen, men utan att man lyckats enas om vilken grundval en reformerad folkrepresentation skulle byggas på. Så sent som vid riksdagen 1859–1860 lade Konstitutionsutskottet fram ett representationsförslag, som fortfarande vilade på ståndsriksdagens grund. Borgar- och bondestånden gick dock i oktober 1860 till Kungl. Maj:t med begäran om förslag till en representation som skulle utgå från gemensamma val. Även en mängd petitioner med samma innebörd förekom, och ansågs spegla den allmänna folkopinionen. De Geer ansåg att frågan behövde lösas innan den blev akut. När han började utarbeta ett förslag övergav han varje tanke på att behålla ståndsrepresentationen, eftersom han kommit fram till att den var ett ofullständigt organ även för den del av befolkningen som representerades i ståndsriksdagen. Redan i en promemoria till konungen 16 juli 1861 framhöll han bestämt att det var hans främsta mål att arbeta för denna reform.
Han höll överläggningar inom konseljen och med andra ledande personer, vilken ledde till en del väsentliga förändringar jämfört med De Geers ursprungliga idéer. 5 januari 1863 höll han ett anförande inför Karl XV i statsrådet där han föreslog följande:
- Representationen skulle utgå ur gemensamma val och utgöras av två kamrar. Han ansåg att en enkammarrepresentation lätt skulle kunna urarta till envälde och inte vara ett sant uttryck för en överlagda och varaktiga tanken hos majoriteten av det politiskt tänkande folket.
- Land och stad skulle var för sig välja sina representanter. Detta på grund av den olika organisationen av deras kommunala förhållanden, förvaltning och lagskipning.
- Valrätten skulle begränsas till dem som kunde anses ha tid, intresse och tillräcklig självständighet att delta i det politiska livet, detta genom att fastställa en rätt hög census, det vill säga gräns för rösträtt. Syftet med detta var att bevara samhällsordningens lugn valrätten
- Offentlig kandidatur, som var vanligt i utlandet, skulle inte införas eftersom han ansåg att det vore främmande för svenska lynnet och att andras förtroende snarare än självförtroende var representantskapets rätta ursprung.
- Riksdagens arbetssätt och själva riksdagsordningens ordalydelse skulle så långt som möjligt följa den gamla riksdagsordningen för att man skulle kunna tillgodogöra sig det som prövats genom lång erfarenhet och ansetts fungera.

Samma år, 1863, lades ett förslag fram för riksdagen byggt på dessa huvudsakliga grunder. Det stöddes av statsrådets samtliga ledamöter, inte minst finansminister Gripenstedt, och antogs som vilande grundlagsförslag till följande riksdag, 1865–1866. Förslaget bifölls av ständerna 4, 7 och 8 december 1865 och fick kunglig stadfästelse 22 juni 1866.
De Geer gav 1865 ut broschyren Några ord till försvar för det hvilande representationsförslaget för att propagera för reformen. Trots detta förlorade han genom sitt arbete med reformen många vänner i adelsståndet, som han själv tillhörde. De Geer fick utstå hårda angrepp från de som ansåg att förändringarna innebar en förlust av deras eget inflytande eller ansåg att en maktförskjutning till förmån för folkmassans var ett hot mot landet. Å andra sidan uppnådde han stor popularitet hos folkflertalet.
Redan en kort tid efter att den första riksdagen som hade valts efter de nya grunderna hade samlats, började regeringen få kritik för brist på initiativ i fråga om reformer. Samtidigt röstades regeringens viktigaste reformförslag ner, gällande en ny härordning (eftersom den indelta armén ansågs alltmer otidsenlig) och reformer av statsrådet. "Den bästa bland ministärer" hade därmed förlorat sin prestige och även om De Geer personligen fortfarande var populär i riksdagen lämnade han och flera ministerkolleger regeringen 3 juni 1870. Han efterträddes som justitiestatsminister av Axel Adlercreutz.

### Viktigare lagförändringar
Bland de betydelsefulla lagar som infördes under hans första period som justitiestatsminister kan nämnas lagarna om ogift kvinnas myndighet vid 25 års ålder (1858), inskränkningar i husagan (1858), upphävande av konventikelplakatet (1858), utökad religionsfrihet (1860), upphörande av så kallade tysta förmånsrätter (1861), ny konkurslag och därmed sammanhängande lagstiftning (1862), lagarna om kyrkomöte (1863), om ogift kvinnas myndighet (1863), fullständig näringsfrihet (1864), allmän strafflag (1864), ny sjölag (1864), lagen om räntans frigivande (1864), lagarna om oäkta barns arvsrätt (1866), om inskränkning av bysättningen (1868) samt nya krigslagar (1868).

## Riksdagsverksamhet 1870–1875
Efter sin avgång som justitiestatsminister utnämndes De Geer till hovrättspresident i Svea hovrätt. Han fortsatte dock med sin politiska verksamhet, som ledamot av första kammaren från Stockholms stads valkrets, vilket han var 1867–1888.
Den viktigaste frågan vid den denna tid gällde härordningen, alltså en reformering av armén. Krav på detta kom framför allt från bönderna, som bar en tung skattebörda för att finansiera den indelta armén. Vid 1871 års lagtima riksdag hade regeringen lagt fram ett förslag som innebar bibehållande av indelningsverket och inga lindringar av bördorna för rusthåll och rotehåll, samt utökad värnplikt med fler övningsdagar. De Geer, som var ordförande i Försvarsutskottet, deltog i en reservation riktad mot regeringens förslag, med syfte att så småningom byta ut indelningsverket mot värvad stamtrupp, men att bevara större delen av de ekonomiska tillgångarna för statsverken. Efter att betydliga förändringar gjorts avseende rust- och rotehållarnas bördor stödde han däremot energiskt regeringens förslag vid urtima riksdagen 1871, även då som ordförande för Försvarsutskottet. Detta förslag röstades dock ner, och regeringen begärde avsked i oktober 1871.
De Geer fick då erbjudandet att bilda en ny regering, men tackade nej. I stället försökte han inom riksdagen förbereda ett gynnsammare mottagande för regeringens nya förslag till arméorganisation. För att bryta motståndet hos andra kammarens majoritet, Lantmannapartiet, arbetade han för att få första kammaren att komma med eftergifter i enligt med detta partis krav. Det innebar att de bördor som låg på skattejorden skulle lyftas bort. Han anslöt sig därför till den beryktade "kompromissen" som innebar att dessa skattebördor – indelningsverket och grundskatterna – så småningom skulle avskrivas (men inte avlösas) efter en bestämd plan, på villkor att Lantmannapartiet gick med på en ny härordning. Anhängarna i första kammaren av denna kompromissen drev 1872, om än med mycket knapp majoritet, igenom beslutet att riksdagen till Kungl. Maj:t skulle lämna en skrivelse med denna innebörd. På grundval av den skrivelsen, som lämnades in 1873, lät regeringen utarbeta ett förslag till härordning och till avskrivning av grundskatterna.
Innan detta arbete blev färdigt avgick justitiestatsminister Adlercreutz, i april 1874. Konungen erbjöd då återigen De Geer att bli hans efterträdare samt bilda en ny regering. Det oklara läget, De Geers motvilja mot att behöva leda en regering med Lantmannapartiet och omöjligheten för att skapa en kompromissregering övertygade honom att tacka nej till uppdraget. Istället blev Edvard Carleson justitiestatsminister. När inte heller det arméförslag som lades fram för 1875 års riksdag antogs och därmed ännu en regeringskris inträffade, ansåg De Geer att det var hans plikt att åter gå in i regeringen eftersom lösningen av försvars- och skattefrågorna genom kompromissande var regeringens främsta uppgift.

## Justitiestatsminister och statsminister 1875–1880
11 maj 1875 efterträddes Carleson av De Geer som justitiestatsminister. Efter en förändringen av statsrådets organisation, utnämndes De Geer 20 mars 1876 till statsminister, ett nyinrättat ämbete som främste ledamot av statsrådet. Samtidigt utsågs han till chef för Justitiedepartementet. Han var därför både statsminister och justitieminister. 6 juni 1879 lämnade han posten som justitieminister till Ludvig Teodor Almqvist men stannade som statsminister och övertog en av de konsultativa statsrådsposterna.
De förslag till värnpliktslag (62 dagars övningar och lindringar med ungefär 10 procent av indelningsbördan) och andra reformer (10 procent nedsättning av grundskatterna) som De Geers regering lade fram för 1877 års riksdag framställda mötte dock samma öde som de tidigare årens förslag i dessa frågor, och röstades ner. De Geer avböjde konungens förslag att åter lägga fram ett förslag gällande värnpliktslagen vid 1878 och 1879 års riksdagar, men vid 1880 års riksdag lade han fram ett lagförslag som innebar att beväringsåldern ökades, men inte fredsövningen. Redan vid remissdebatten förklarade han att han gjorde förslaget till en kabinettsfråga. För att göra det lättare att anta lade han också fram en proposition om en grundlagsförändring som innebar att riksdagen fick rätt att delta i den militära kriminallagstiftningen som tidigare varit konungens ensak. Värnpliktslagen antogs i första kammaren, men trots att De Geers vädjade till andra kammarens patriotism och att han skulle avgå om lagen inte gick igenom, avslogs lagen av andra kammaren 12 april 1880 med 121 röster mot 75. Samtidigt uttalades kraftiga sympatier för De Geer personligen.
Dagen därpå, 13 april 1880, lämnade statsrådets samtliga ledamöter in sin avskedsansökan. Några av dem övertygades att stanna kvar, men 19 april beviljades De Geer och fem av hans ministerkollegor avsked. Arvid Posse blev hans efterträdare som statsminister. 30 april 1880 tog De Geer också avsked posten som hovrättspresident i Svea Hovrätt.
Bland de lagförändringar som infördes under De Geers andra statsministerperiod kan nämnas förordningar om inteckning och lagfart (1875) samt om äganderätt till skrift (1877) och en ny utsökningslag (1877).

## 1880–1896

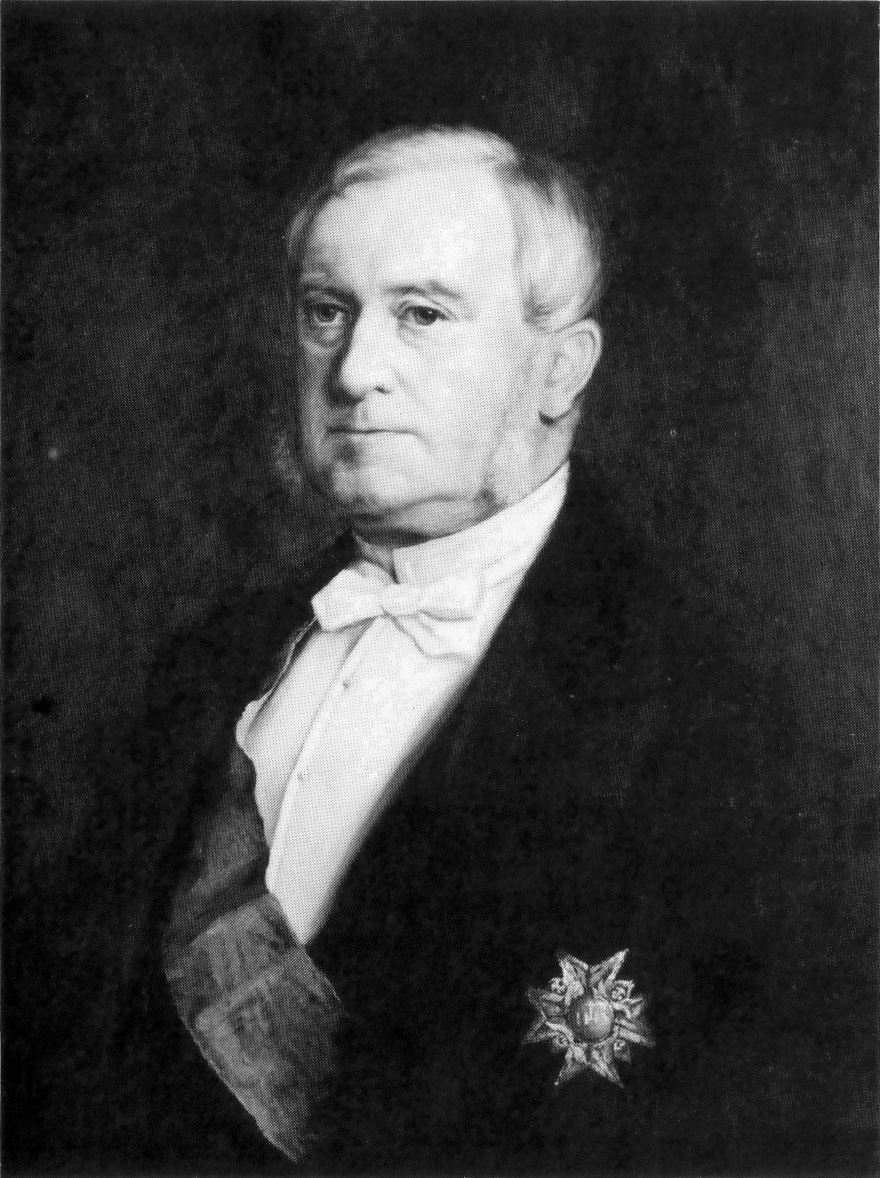
Louis De Geer porträtterad av Elis Jacobson 1884.

Även efter sin ämbetstid som statsminister fortsatt De Geer att vara verksam, dels som universitetskansler som han utsågs till 1881, och dels som riksdagsman, även om han sällan talade i riksdagen. 1881 lade han sin första och enda motion, om minskning av bevillningen för de lägst beskattade, men förslaget avslogs. När ett särskilt riksdagsutskott tillsattes 1883 för att behandla regeringen Posse förslag gällande försvars- och skattefrågornas, valdes De Geer till ordförande i detta utskott. Förslagen, som stöddes av De Geer, föll och även Posse avgick på samma fråga som orsakat De Geers fall. De Geer erbjöds då att åter bli statsminister, men undanbad sig detta.
Vid samma riksdag, 1883, motsatte han sig kraftigt andra kammarens försök att dra grundskatte- och indelningsfrågor under gemensam votering. När1885 års riksdag fattade beslut om försvarsfrågan och grundskatterna (i form av viss ökning i åldersklasser och övningsdagar mot 30 procents avskrivning av indelningsverkets bördor och grundskatterna) yttrade De Geer att detta var "en ändtligen mognad frukt af 1873 års kompromiss" och att "få andra riksdagsbeslut skänkt honom större tillfredsställelse".
I den vid denna tid allt starkare konflikten i unionen Sverige-Norge intog han till en början en medlande hållning och yttrade sig "mera unionsvänligt än som öfverensstämde med majoritetens ton i Första kammaren". I sin bok Minnen förklarade han senare i unionsfrågan att man "icke längre kan bygga på föreningens historiska grund, utan måste framför allt akta på den allmängiltiga rättsgrunden; och då kan man knappt neka, att norrmännen hafva rätt i realiteten af nästan alla deras påståenden". De Geer ansåg att unionen var för viktig för att upplösas och förordade därför eftergifter från Sveriges sida.
I tullstriderna röstade han alltid med de frihandelsvänliga. I augusti 1888 avgick han från riksdagen och skyllde detta på protektionisternas fanatism vid 1888 års riksdag. Dock låg även hans ålder (då 70 år) bakom beslutet, och en oro att han inte länge skulle kunna hålla sina politiska insatser på den nivå som tidigare gällt. 1888 lämnade han också posten såsom universitetskansler.

## Litterär verksamhet och senare år
De Geer började tidigt en verksamhet som författare. Han gav flera bidrag till tidskriften Eos (1839–1840), samt till kalendern Linnæa borealis (1840 och 1842) och Intelligensblad (1845). Han gav också ut novellen Hjertklappningen på Dalvik (1841), en samling mindre prosaskildringar (Om dans, Om konversation, Om människans ansikte, Den resande tanken m.fl.) under den gemensamma titeln S. H. T. (1843), boken Carl XII:s page (1847) och en estetisk skiss, kallad Naturbetraktelser (i Litterärt album 1878).
1879 återupptog De Geer i hemlighet sitt författande, efter ungefär 30 års uppehåll. Han skrev ett drama, där han behandlade representationsförändringen och de sinnesstämningar, som denna fråga väckte inom olika fraktioner av adeln och andra samhällsklasser. Dramat, Grefve Lillie, utgavs anonymt 1880 och ledde till många gissningar om författarens identitet.
De Geer var en betydande historisk-politisk biografiskrivare genom Minnesteckning öfver Hans Järta (föredragen på Kungliga Vetenskapsakademiens högtidsdag 1874 och tryckt samma år), Minne af riksrådet grefve A. J. von Höpken (i Svenska akademiens handlingar, 1882) och Minne af statsrådet m. m. grefve B. B. von Platen (i Svenska akademiens handlingar, 1887).
1892 gav han överraskande ut två litterära verk, Valda skrifter och Minnen (i två band). Det sistnämnda verket väckte en stor uppmärksamhet genom den öppenhet som han låter allmänheten blicka in i hans och hans familjs liv, och genom den tydlighet som han yttrar sig i politiska och sociala frågor och om sina samtida i kungafamiljen.
Efter att han lämnat politiken, ägnade han sig uteslutande åt litterär verksamhet. På vintrarna var han bosatt i Stockholm och på somrarna på Sandvik, ett lantställe på norra Mälarstranden, till hösten 1892, då han slog sig ned på Truedstorp, en liten egendom i Kviinge socken, Kristianstads län, som hade avskilts från hans svärfars gods Hanaskog. Det var där som han avled 24 september 1896.

#### Samlade upplagor och urval
- Valda skrifter. Stockholm: Norstedt. 1892. Libris 108675
  -  Del 1. Libris 108676. https://litteraturbanken.se/f%C3%B6rfattare/DeGeerL/titlar/ValdaSkrifter1/sida/5/faksimil
  -  Del 2. Libris 108677. https://litteraturbanken.se/f%C3%B6rfattare/DeGeerL/titlar/ValdaSkrifter2/sida/5/faksimil
- Förlofning : ett kapitel ur Minnen. Stockholm: Norstedt. 1956. Libris 2090467

## Familj
De Geer var från 1848 gift med grevinnan Karolina Lovisa Wachtmeister (1826–1910), från 1858 statsfru, och efterlämnade tre söner. Bland dem märks statsministern Louis De Geer (1854–1935) och geologen Gerard De Geer (1858–1943).

## Ordnar och hedersbetygelser
- Kommendör med stora korset av Nordstjärneorden,  1858
- En av rikets herrar,  7 april 1858
- Kungliga Serafimerorden,  5 maj 1860
- Storkors av Sankt Olavs orden,  1864
- Hedersdoktor vid Lunds universitet,  1868
- Hedersledamot vid Östgöta nation i Uppsala,  1881[4]
- Hedersdoktor vid Uppsala universitet,  1893

[Redigera Wikidata]

### Hedersbetygelser
- En av rikets herrar – 7 april 1858
- Hedersledamot av Kungliga Vitterhets Historie och Antikvitets Akademien – 1859
- Ledamot av Svenska akademien (på stol 17 efter Anders Magnus Strinnholm) – 1862
- Ledamot av  Kungliga Vetenskapsakademien – 1862
- Hedersledamot av Kungliga Vetenskaps- och Vitterhetssamhället i Göteborg 1863
- Hedersledamot av Kungliga Fysiografiska Sällskapet i Lund – 1882
- Hedersledamot av Kungliga Vetenskaps-Societeten i Uppsala – 1883
- Juris Hedersdoktor – 1868 vid Lunds universitets jubelfest
- Filosofie Hedersdoktor – 1893 vid jubelfesten vid Uppsala universitet

Efter De Geers avgång som statsminister 1880 röstade riksdagen igenom att han skulle få hela statsministerlönen (18 500 kronor) i pension, med motiveringen "För De Geers förtjänster om det allmänna", vilket i första hand lär ha syftat på representationsreformen.